# Maria Raspoutine
Pour les articles homonymes, voir Raspoutine (homonymie).
Maria Gregorievna Raspoutine (27 mars 1898 - 27 septembre 1977) est la fille de Grigori Efimovitch Raspoutine.
Lors de la Révolution russe, elle s'exila d'abord en Roumanie, puis en France et en Allemagne avant de rejoindre les États-Unis. Elle exerça successivement la profession de danseuse de cabaret, de dresseuse de chevaux dans un cirque avant de travailler dans diverses usines d'armement.
Elle écrivit un livre à la mémoire de son père. Elle y assure ne pas avoir hérité de ses dons de guérison, même si elle aurait aimé apprendre son regard hypnotique.
En 1927, elle intenta un procès contre Félix Ioussoupov après la sortie de son livre J'ai tué Raspoutine, où le prince donnait sa version de son meurtre. Mais le tribunal français, devant lequel l'affaire avait été introduite, se déclara incompétent.[réf. nécessaire]

## Œuvres
- Maria Raspoutine (avec la collaboration de Roberta Ripple), Raspoutine mon père, traduit de l’anglais par Claudine Balta-Rulleau, Paris, éditions Albin Michel, 1966, 250 pages.

### Biographie
- Extrait des Mémoires d'exil de Frédéric Mitterrand